# Вулиця Толстого (Сімферополь)
Вулиця Толстого (крим. Tolstoy soqağı) — вулиця в Залізничному та Київському районах міста Сімферополь. Названа на честь російського письменника Льва Толстого, історична назва — Слобідська.

## Опис
Загальна протяжність вулиці становить 1.9 км.
Пролягає від перехрестя з вулицями Київська та Тролейбусна до перехрестя з вулицями Калініна та Маяковського.
Прилучаються вулиці Треньова, Дибенка, Олександра Невського, Долгоруківська, Карла Маркса, Казанська, Горького та Гоголя.
На вулиці знаходяться Сімферопольська міська рада, Кримська республіканська психіатрична лікарня № 1, Республіканський шкірно-венерологічний диспансер, Гагарінський парк, Залізничні каси, Тролейбусний парк № 1, стадіон «Фіолент»

## Історія
Вулиця з'явилася на початку XIX століття, й була північно-західним кордоном міста. Першу назву, Слобідська, отримала, оскільки відокремлювала Центр від Солдатської слобідки.
У березні 1904 року міська дума ухвалила рішення перейменувати вулицю на вулицю графа Толстого, оскільки на ній, у будинку № 4 деякий час жив письменник.
До 1950-х років вулиця закінчувалася на перехресті з вулицею Рози Люксембурґ (зараз Олександра Невського), за якою починалося Клінічне містечко. Пізніше вулицю продовжили його територією за Салгир, і далі між місцевостями Султанський луг і Катраус до Київської вулиці.
У 1959 році на розі з Київською вулицею відкривається Сімферопольський тролейбусний парк № 1.
У 1965 році з'являється Гагарінський парк, головний вхід до якого розташовується по вулиці Толстого.
У 1980 році за адресою Толстого, № 15, зводиться будівля міськкому партії та міськвиконкому за проєктом майстерні архітектора Анатолія Полегенького з КримНДІпроєкту. Зараз — будівля Сімферопольської міської ради.
У 2017 році окупаційна влада заявляла, що після реконструкції вулиця стане проспектом з прогулянковими зонами. Однак, це так й залишилося планами.
У 2022 році обвалилася частина мосту через Салгир на вулиці Толстого.

## Галерея

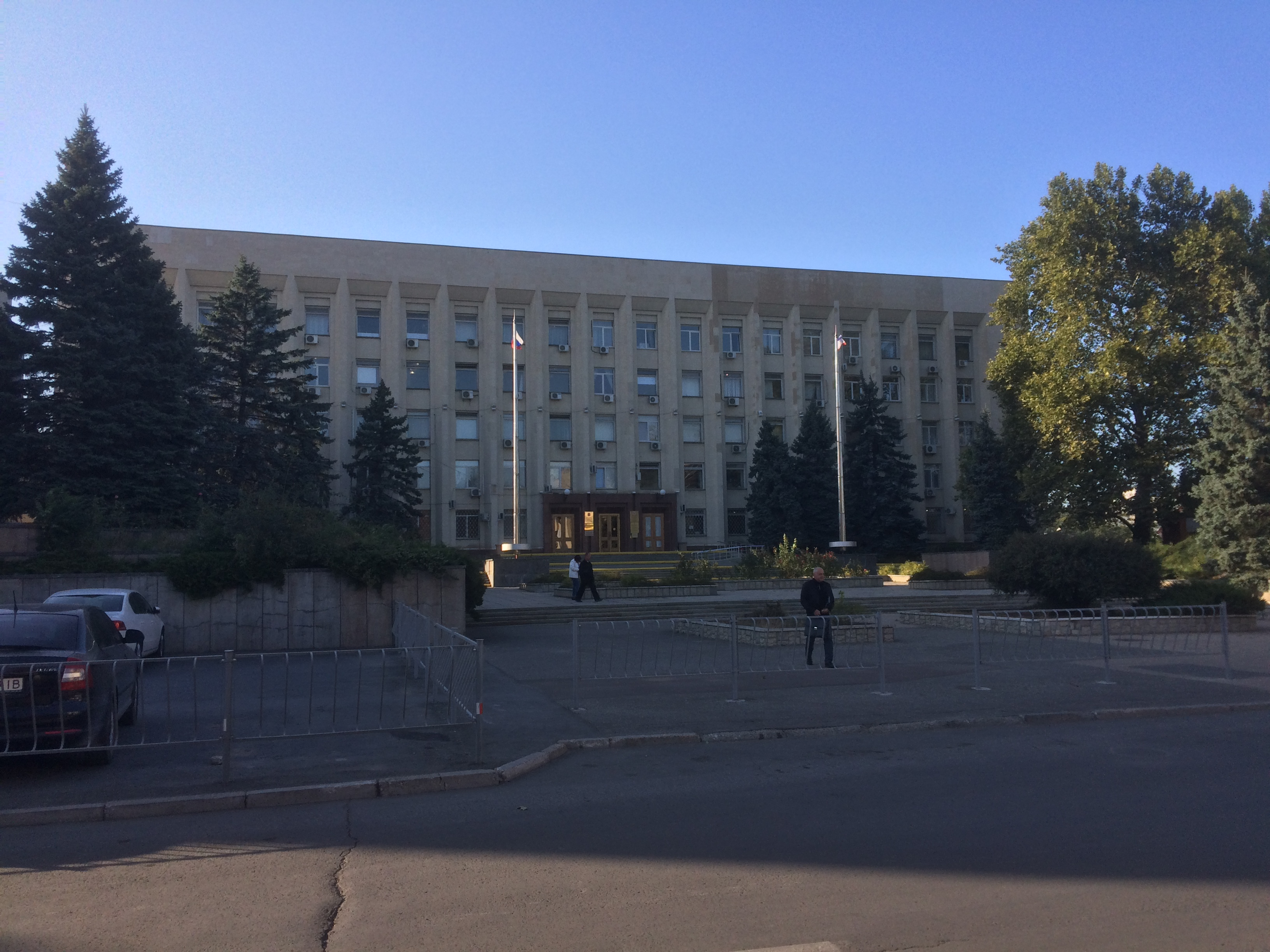
Будівля Сімферопольської міської ради, 2017 рік
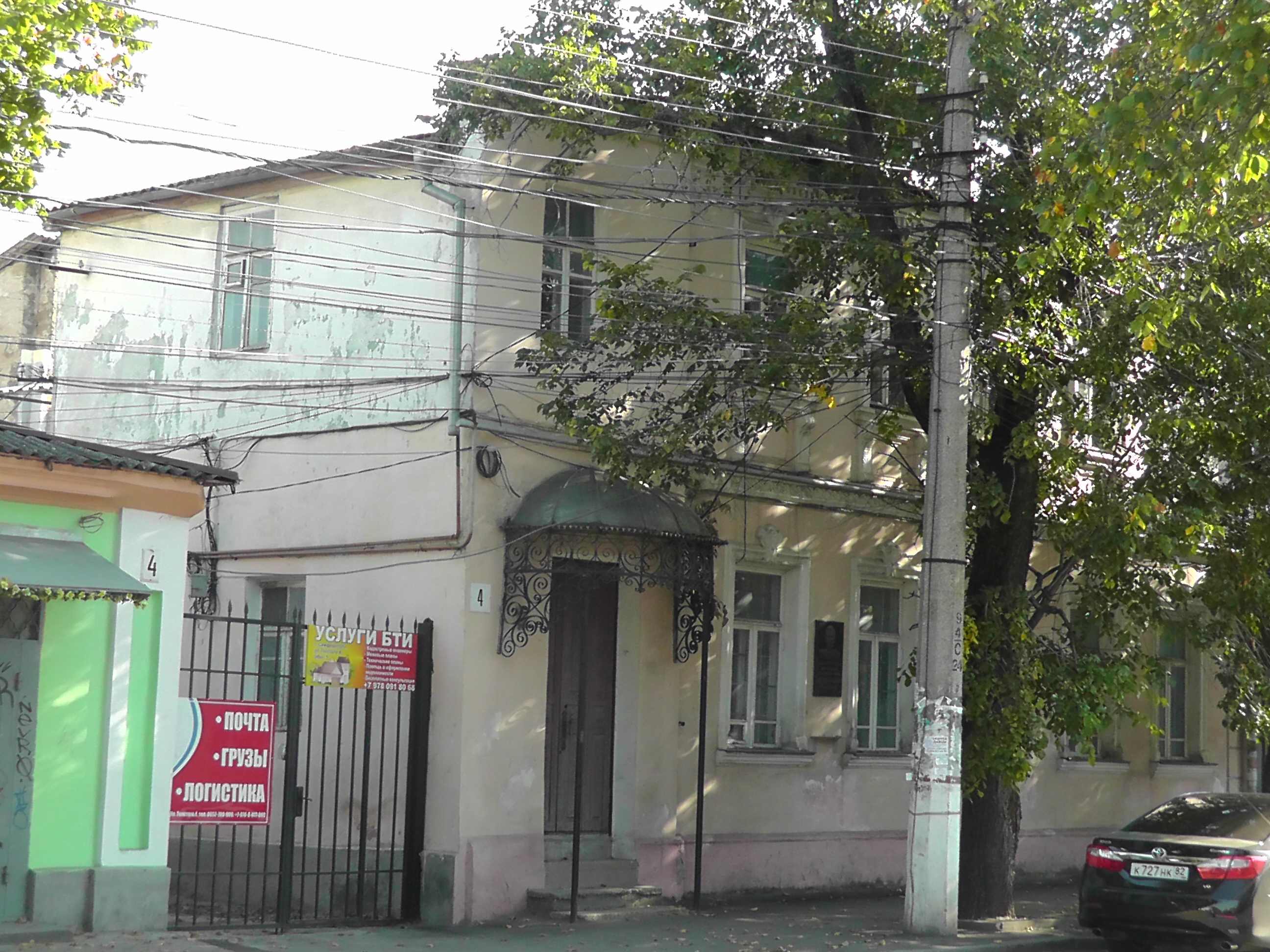
Будинок Фесенка XIX століття, в якому жив Толстой, 2015 рік
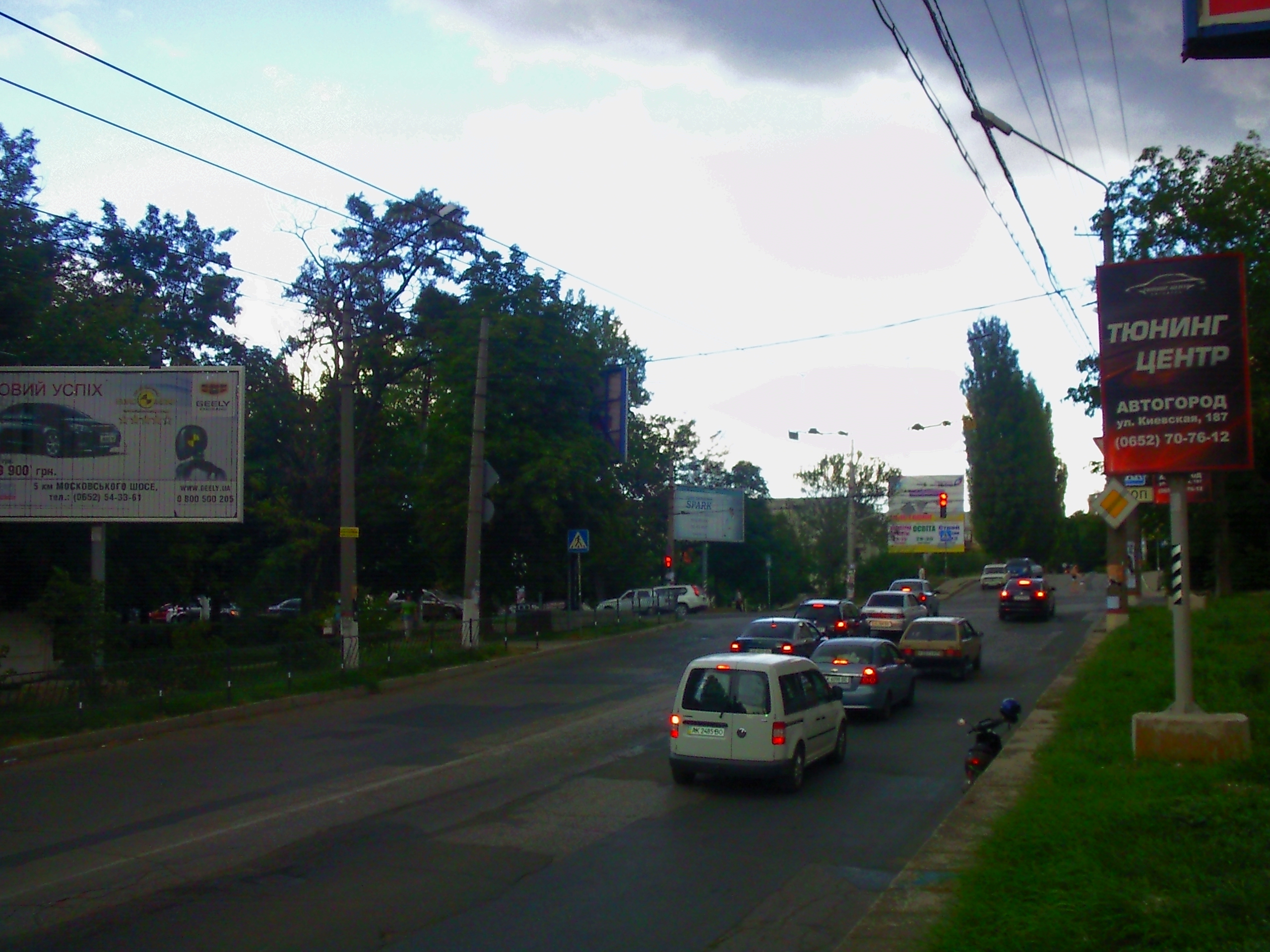
2012 рік
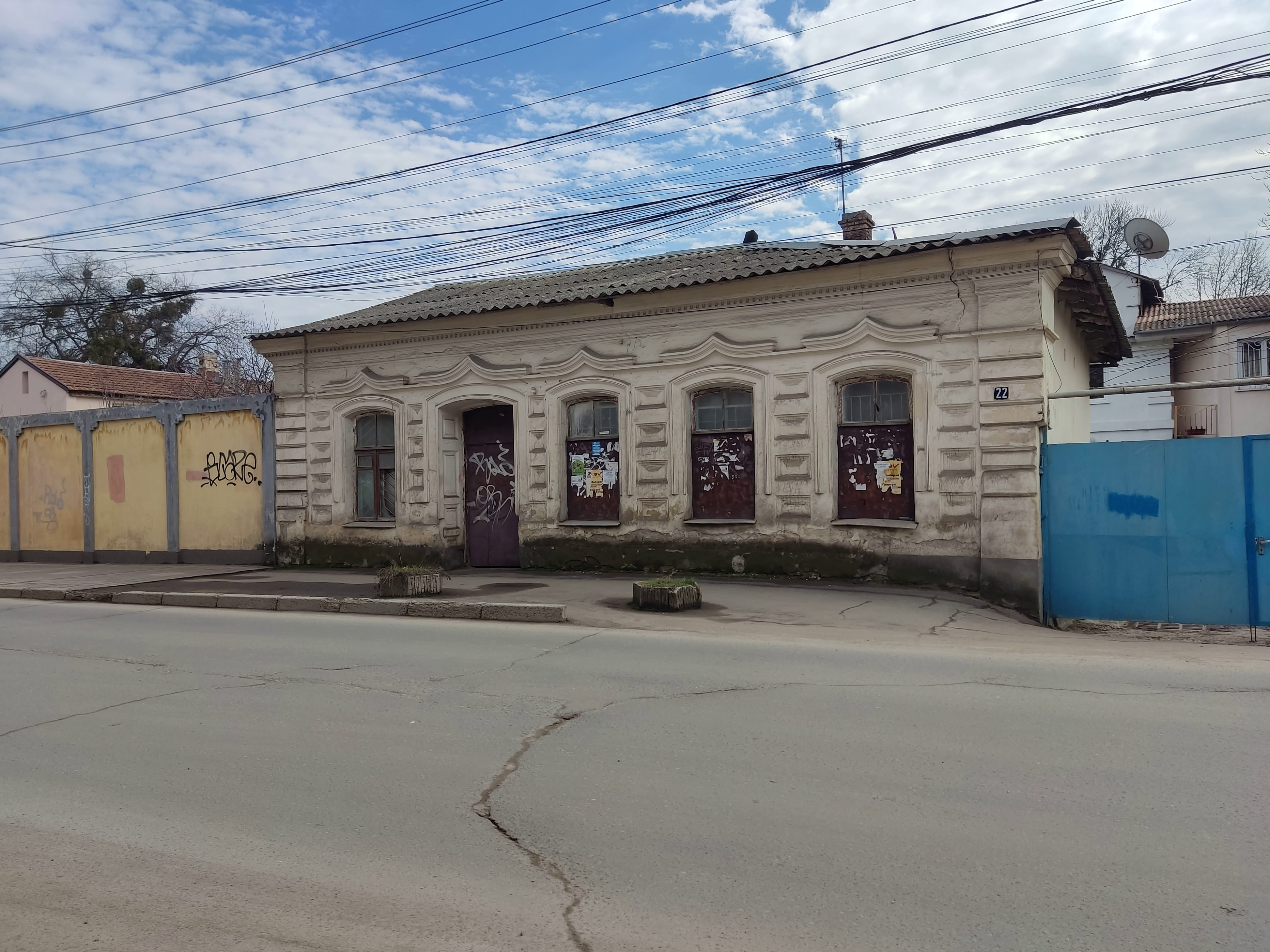
2022 рік
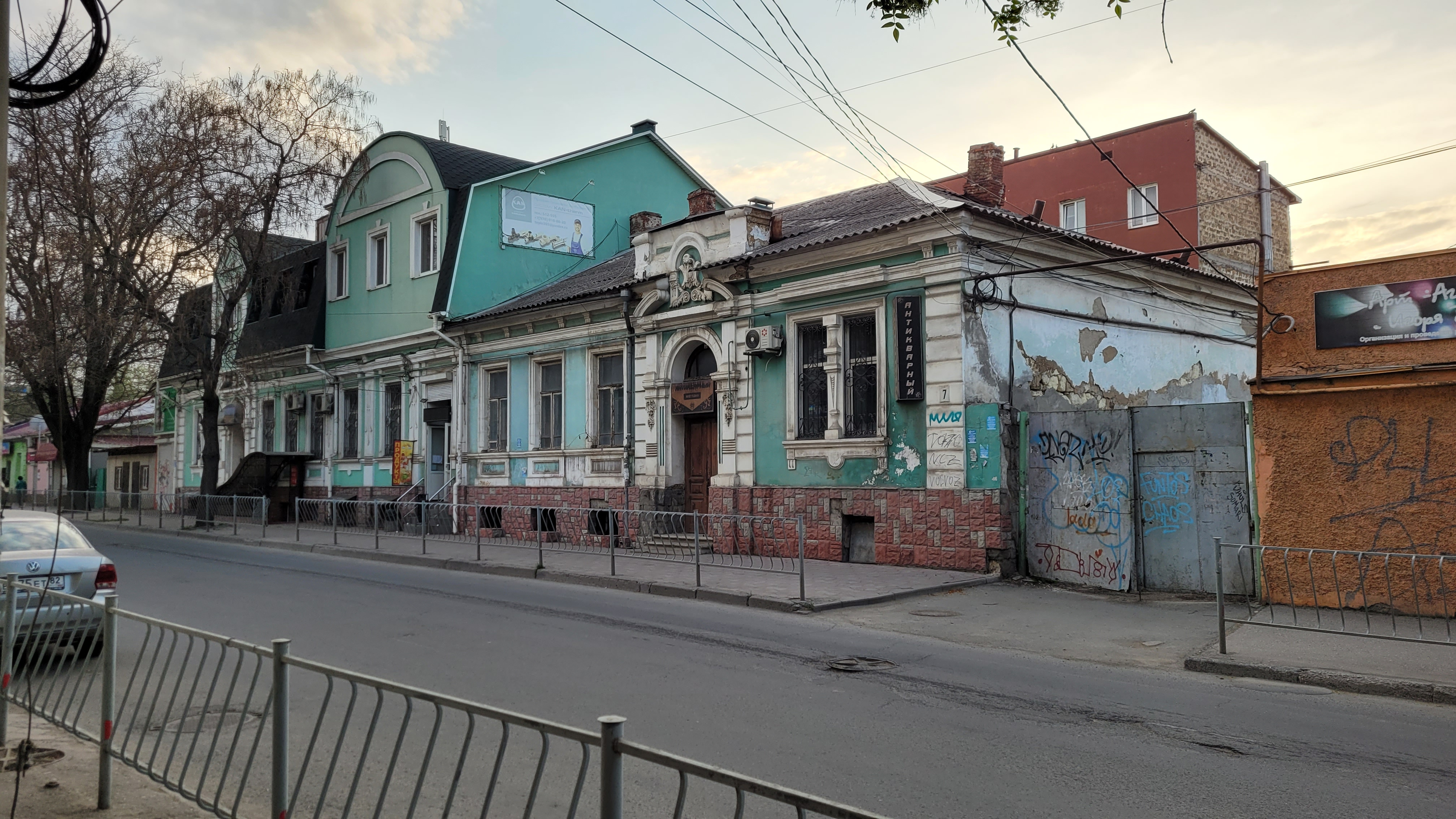
2021 рік
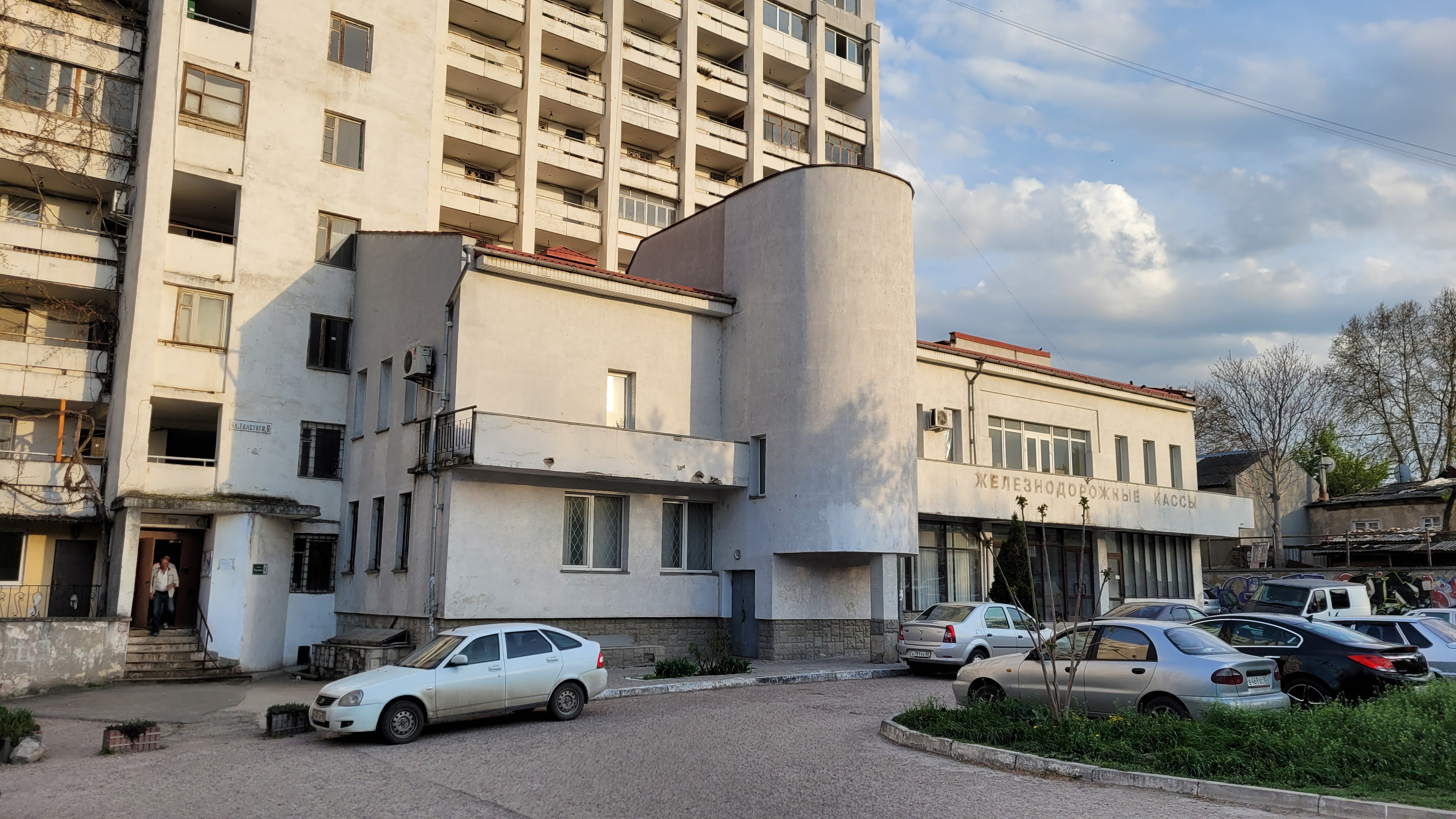
Залізничні каси, 2021 рік
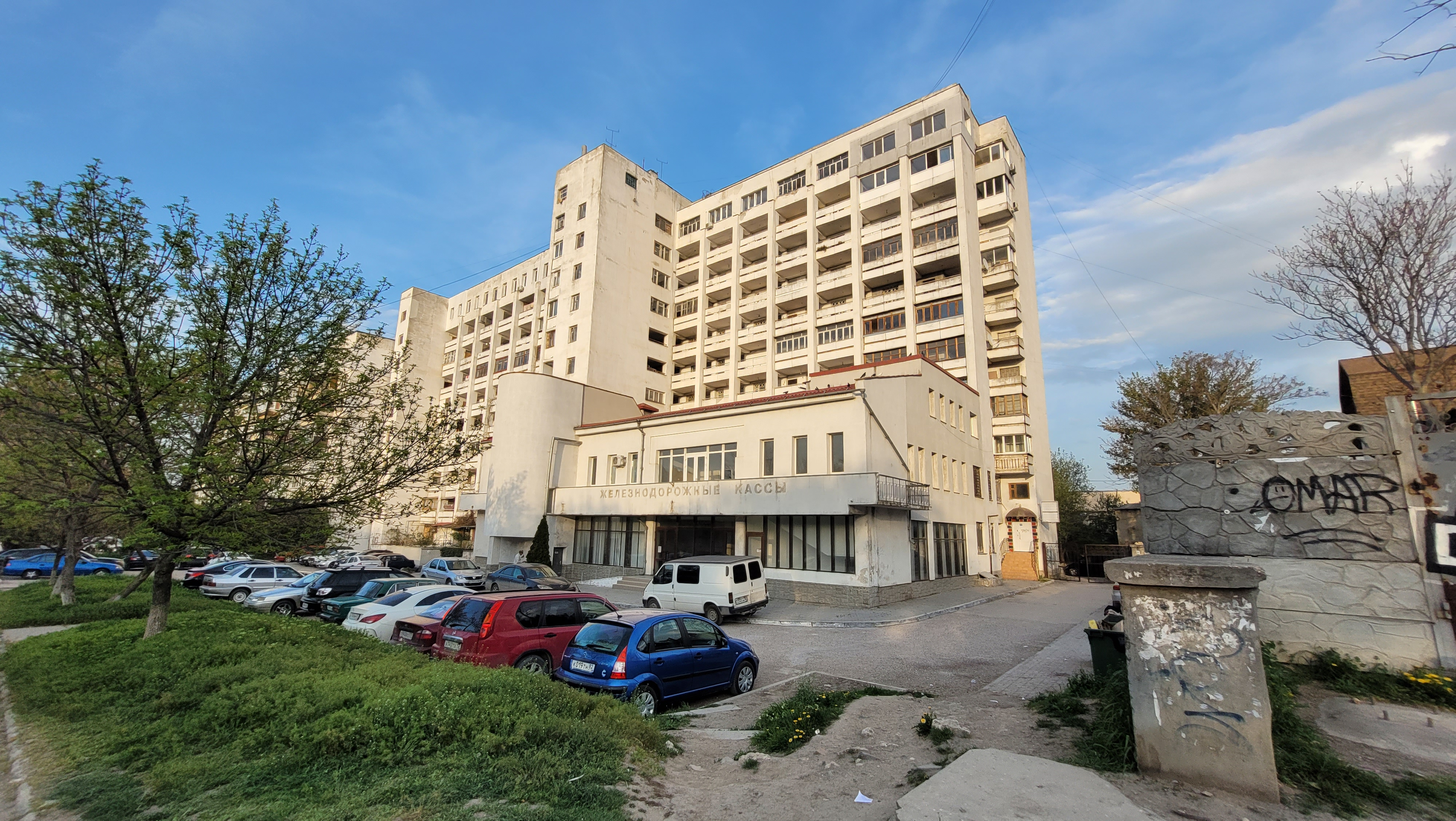
Залізничні каси, 2021 рік

## Рекомендована література
- Поляков В. Е. Улицы Симферополя. — Симферополь: Таврида, 1994.
- В. А. Широков «Симферополь. Улицы и дома рассказывают: История Симферополя».